# Монгольфье, Жозеф-Мишель
Жозеф-Мишель Монгольфье́ (фр. Joseph-Michel Montgolfier; 26 августа 1740, Видалон-лэ-Аннонэ, Ардеш — 26 июня 1810, Баларюк-ле-Бен, Эро) — старший из двух братьев Монгольфье — изобретателей воздушного шара. Член Парижской академии наук (1807; корреспондент с 1783).
Родился двенадцатым в семье из шестнадцати детей. Вместе с младшим братом Жак-Этьенном (1745—1799) посвятил себя изучению математики и физики, вместе с ним потом принял в управление бумажную фабрику отца в Анноне (Annonay), и в 1783 году они построили первый шар, поднимавшийся нагретым воздухом, ставший известным как «монгольфьер».
В 1784 году изобрёл парашют, в 1794 году — особый аппарат для выпаривания, а в 1796 году, вместе с Аргандом, — гидравлический таран. Во время Революции перебрался в Париж и сделался администратором Консерватории искусств и ремёсел и членом совещательного бюро по искусствам и мануфактурам.
Масон, с 1784 года член ложи Великого востока Франции «Девять сестёр».